# Харіхара II
Харіхарарая II Сангама (*д/н —1404) — магараджахіраджа (цар царів) держави Віджаянагар у 1377–1404 роках.

## Життєпис
Походив з династії Сангама. Наслідував трон у 1377 році після смерті Букки I. Сприяв піднесенню держави. Спочатку відвоював землі між ріками Неллоре та Калінгі (у роду Кондавіду). Водночас підкорені були області Аддарнкі та Шрішайлам. після цього продовжив походи на південь, захопивши Канару, Майсур, Тричіннополі, Канчі та Чінглепут. Тим самим була підкорено майже увесь південь півострова Індостан.
У 1378 році скористався смертю султана Муджахіда Бахмані, щоб перейти у наступ проти бахманідського султанату. Новий султан Мухаммад-шах II не зміг протидіяти військам Харіхарараї, який захопив важливі порти Гоа, Чаул та Дабхол.
У 1398 році почалася нова війна проти Бахмані з метою захоплення долини Райчур. Проте Харахарарая II потрапив у засідку султана Фіруз-шаха, в результаті чого змушений був відступити. При цьому сплатив значний викуп за полонених брагманів.
Після цієї невдачі махараджахіраджа зосередив увагу на відродженні військової та політичної моці держави, щоб підготуватися до реваншу. Втім помер, залишивши трон синові Вірупакшараї I.